# Pierre-Simon d'Alsace de Hénin-Liétard
Pierre-Simon d'Alsace de Hénin-Liétard (né le 21 janvier 1772 à Neufchâteau (Vosges) - mort le 20 janvier 1825 au château de Bourlémont à Frebécourt), est un militaire français des XVIIIe et XIXe siècles.

## Biographie
Fils du marquis Jean-François-Joseph d'Alsace de Hénin-Liétard, chambellan de l'empereur Joseph II, il est né à Neufchâteau (Vosges), en 1772, d'une famille noble, ancienne et illustre. Il appartenait à une branche collatérale de la grande famille Hénin-Liétard, princes de Chimay, dont l'origine remonte à Thierry d'Alsace, comte de Flandre.
Il est présenté de minorité, le 30 mai 1772, à l'ordre de Saint-Jean de Jérusalem, mais ne fera jamais ses caravanes et ne prononcera jamais ses vœux de frère-chevalier de l'Ordre, ce qui lui permettra de se marier en 1804.
Il entre de bonne heure dans la carrière militaire ; à la Révolution française, il est capitaine de cavalerie au régiment Royal-Normandie. En 1791, il émigre pour se ranger sous les drapeaux de Condé. Il devient colonel dans le corps des « hommes d'armes à cheval » qui sera licencié après le siège de Maastricht en 1793.
Rentré en France après 1801, il est nommé comte de l'Empire (19 septembre 1810), légionnaire de la Légion d'honneur, et chambellan de Napoléon Ier. Napoléon se plaisait alors à combler de faveurs les émigrés rentrés ; satisfait des services du comte Liétard d'Alsace, il ne l'oublia pas à son retour de l'Île d'Elbe, et lui conféra (2 juin 1815) la dignité de pair.
Il ne fit partie que de la Chambre des pairs dite « des Cent-Jours », où il ne joua d'ailleurs aucun rôle important.
Le prince Charles-Alexandre de Hénin-Liétard d'Alsace, capitaine des gardes du corps du comte d'Artois, guillotiné pendant la Terreur et mort sans enfant, avait, par testament daté du 24 mars 1784, institué comme légataire universel son cousin, Jean-François-Joseph, marquis d’Alsace (1733-1797, décédé avant l'exécution du testament), père de Pierre-Simon. Une contestation judiciaire s'éleva entre les légataires et les enfants de Marie Anne Gabrielle de Hénin-Liétard d'Alsace (1728-1800), sœur aînée du testateur, épouse de Victor Maurice de Riquet de Caraman. Les Riquet de Caraman, se réclamant de la loi qui avait aboli la substitution héréditaire, obtinrent gain de cause pour les immeubles de la succession. Une circonstance assez remarquable de ce procès fut que le testament olographe du prince de Hénin, confié à la célèbre actrice Mlle Raucourt, fut retrouvé dans une pelote de fil où elle l'avait caché pendant tout le cours de la Révolution.

## Famille
Il épouse, en 1804, Charlotte-Louise-Henriette de Croismare (née le 23 octobre 1786 à Croismare - morte le 1er mai 1841 à Paris). Ils ont eu un enfant, Charles Louis Albert d'Alsace de Hénin-Liétard (21 mai 1805-5 avril 1860), prince de Hénin.
Cette famille prend fin en 1934 avec son arrière-petit-fils Thierry d'Alsace de Hénin-Liétard (1853-1934).

## Titres
- Comte d'Alsace et de l'Empire (décret du 15 août 1810, lettres patentes du 19 septembre 1810 (Saint-Cloud)).

## Décorations
- Chevalier de la Légion d'honneur (30 juin 1811)

## Armoiries
| Figure | Blasonnement |
|        | Armes du comte d'Alsace et de l'Empire De gueules à la bande d'or, au franc-quartier des comtes officiers de la maison de l'empereur, brochant au 9° de l'écu. - Livrées : les couleurs de l'écu. |